# Дач Џон (Јута)
Дач Џон (енгл. Dutch John) насељено је место без административног статуса у америчкој савезној држави Јута.

## Демографија
По попису из 2010. године број становника је 145.
| Група             | 2000.    | 2010.       |
| Белци             | 0 (0,0%) | 139 (95,9%) |
| Афроамериканци    | 0 (0,0%) | 0 (0,0%)    |
| Азијати           | 0 (0,0%) | 2 (1,4%)    |
| Хиспаноамериканци | 0 (0,0%) | 2 (1,4%)    |
| Укупно            | 0        | 145         |